# Русские в Корее
Ру́сские в Коре́е (кор. 러시아계 한국인) — этническая группа населения Кореи. Эта группа немногочисленна, но имеет исторические корни, прослеживающиеся в эре японской колонизации Кореи. Русская община в Корее включает в себя не только чистокровных русских, но и членов других этнических групп населения России — татар, поляков, и с некоторого времени, корё-сарам (этнические корейцы, предки которых иммигрировали в Россию в конце XIX века), и также сахалинских корейцев.

## Ранняя история

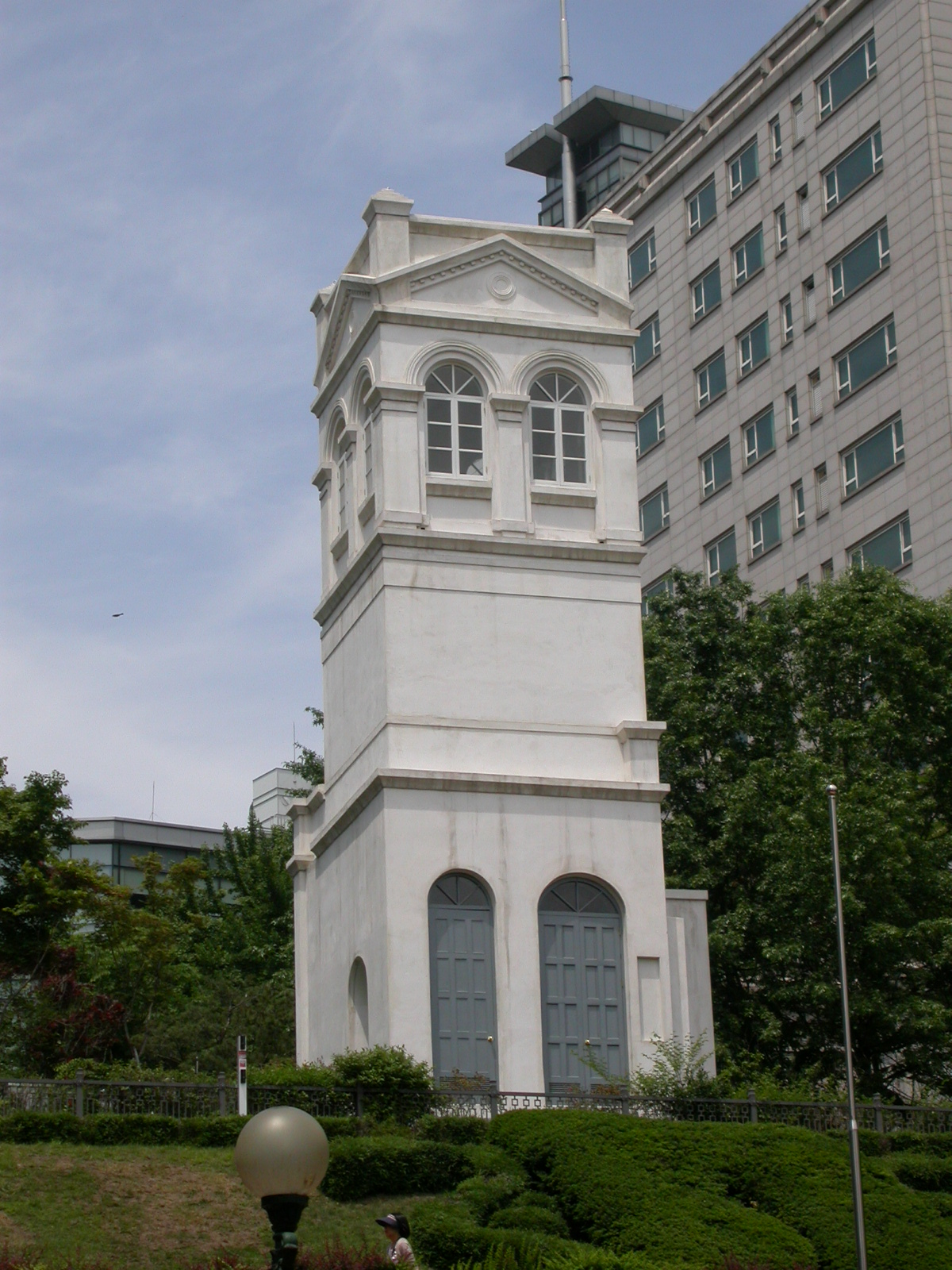
Здание бывшей русской миссии в Сеуле

Предполагается, что первым русским подданным в Корее был Афанасий Иванович Середин-Сабатин, архитектор. Он был приглашён в Корею из Тяньцзиня корейским императором Коджоном. Карл Иванович Вебер стал первым официальным представителем Российской империи в Корее в апреле 1885 года.
С установлением формальных отношений большее количество русских приехало в Корею в 1890-х годах, в основном через Маньчжурию. В те годы русская община была организована вокруг русской дипломатической миссии, открытой в 1890 году, и православной церкви Николая Чудотворца, открытой в 1903 году, оба места находились в районе Сеула Чон-дон. Российская община состояла в основном из церковных миссионеров, дипломатов и купцов. Россия играла важную роль в корейской политике тех лет, одно время сам Коджон жил в российском посольстве из-за страха за свою жизнь после убийства его жены, императрицы Мин, в 1895 году. Однако после поражения России в русско-японской войне российское влияние в Корее пошло на убыль.
В 1922 году волна беженцев из России после взятия Владивостока Красной армией полностью поменяла лицо русской общины. В октябре того года более 1000 беженцев сошли на берег в городе Вонсан, провинция Канвондо. Около половины из них сумели заплатить за дальнейшую дорогу в Шанхай, однако те, кто не имел при себе ценностей, были вынуждены провести зиму в Вонсане. Эти беженцы выжили за счёт благотворительных взносов и заработков на наёмных работах. По свидетельству Уильяма Нобеля, американского миссионера в Корее, не более 20 % из них были грамотными, они проживали или в набитых до отказа кораблях, или в еле отапливаемых таможенных складах на пристани. Весной 1923 года беженцы стали рассеиваться, отправляясь в Харбин, где в то время находилась крупная русская община, или даже через океан в Латинскую Америку.
В феврале 1925 года Япония признала Советский Союз и передала старое российское посольство советскому послу. В конце 1920-х годов около ста русских проживали в Сеуле; бывшая аристократия и официальные лица жили в Чондоне, татары жили и работали на рынках около ворот Намдэмун в Хонмати (современный Мёндон). Однако из-за разделения классов в общине эти две группы имели минимальное общение друг с другом. Георгий Янковский, внук польского аристократа, высланного в Сибирь, владел курортом в Чонджине, который был очень популярен среди русских в восточной Азии, но был практически неизвестен на западе. Когда советские войска вторглись в Корею во время советско-японской войны, большинство русских, проживающих там, были арестованы и вывезены в Советский Союз.

## Пост-колониальная эра
В 1956 году русская православная церковь в Сеуле объединилась с греческой православной церковью; в 1984 году там оставался только один из довоенных русских жителей. Однако новые русские общины сформировались в других городах Южной Кореи. В Сеуле «Маленькая Россия» начала расти в 1990-х годах в муниципальном округе Чунгу у рынка Тондэмун. По оценкам, около 50 000 русскоязычных граждан бывшего Советского Союза проживало в Южной Корее в 2004 году, за несколько лет до этого их было до 70 000, но многих депортировали как нелегальных иммигрантов. В 1990—2000-е гг. в Республике Корея стал развиваться российский бизнес. Были открыты десятки русскоязычных ресторанов, торговых компаний, стали функционировать газеты — например, «Сеульский вестник» и «Окно в Корею». Также появилось русскоязычное радио. В Пусане наибольшая концентрация русского населения находится в бывшем «Техас-Таун» в Чонгу; около 200 из них живут в городе постоянно, несколько сот остальных на краткосрочных визах, остальные являются русскими моряками.
В последние годы число русскоязычных в Республике Корея стало расти. Причинами этому являются ряд факторов. Первый — в 2010 году между Российской Федерацией и Республикой Корея было заключено соглашение о двойном гражданстве. Второй — российские корейцы стали получать визы для корейцев-соотечественников. Третий — политика Сеула в сфере образования, рассчитанная на привлечение молодых иностранцев в южнокорейские университеты через грантовые системы.
Православные русские в Пхеньяне окормляются церковным приходом из Владивостока с 2002 года.

## Институты поддержки
В Корее, в первую очередь в Сеуле и Пусане, в разное время действовали различные российские культурные центры, созданные по частной инициативе корейских предпринимателей и энтузиастов. С 2007 года при посольстве России действует представительство Россотрудничества. Среди задач представительства — развитие связей между Россией и Республикой Корея по вопросам образования и культурного обмена, в частности организация фестивалей, выставок, встреч и кинопоказов, а также консолидация российских соотечественников, проживающих в Корее, и отбор студентов для обучения в России. В 2013 году сообщалось о планах по созданию в Сеуле полномасштабного Российского культурного центра.
Русские центры работают при корейских вузах: Сеульском национальном университете, Пусанском национальном университете, при частном Университете Корё в Сеуле. В столице работает Российская общеобразовательная школа «Русский дом», в Пусане действует Русская школа, а в Ансане — Русский образовательный центр.